# Muruhehe
Muruhehe är ett vattendrag i Burundi.   Det ligger i provinsen Cankuzo, i den östra delen av landet, 150 km öster om huvudstaden Bujumbura.
I omgivningarna runt Muruhehe växer huvudsakligen savannskog. Runt Muruhehe är det ganska tätbefolkat, med 144 invånare per kvadratkilometer.